# New Britain, Pennsylvania
New Britain är en kommun (borough) i Bucks County i Pennsylvania. Vid 2010 års folkräkning hade New Britain 3 152 invånare.